# Solenopsis brazoensis
Solenopsis brazoensis är en myrart som först beskrevs av Buckley 1867.  Solenopsis brazoensis ingår i släktet eldmyror, och familjen myror. Inga underarter finns listade i Catalogue of Life.